# オリンパスメディカルシステムズ
オリンパスメディカルシステムズ株式会社（Olympus Medical Systems Corp.）は、日本の医療機器メーカー。光学機器メーカー・オリンパスの子会社である。
2004年（平成16年）、オリンパスが展開する医療関連事業の中核企業として設立されたが、2015年（平成27年）4月1日、各国医療機器法規制対応機能及び製造機能の一部を残し、会社分割によりオリンパスへ事業を移管した。2020年（令和2年）4月1日、品質法規制機能の強化に向け、会社分割により医療事業の研究開発・製造・修理企画などの機能をオリンパスから承継した。
本社はオリンパス本社と同じく東京・西新宿（新宿副都心）の新宿モノリスビルにあり、東京都西多摩郡日の出町に医療用内視鏡を生産する日の出工場を持つ。
内視鏡の開発などは主に東京都八王子市にある「技術開発センター 石川」に於いて行われている。

## オリンパスの医療事業
医療事業は現在、オリンパスグループ全体の売上高の約7割を占めており、同グループにおける最大の事業となっている。オリンパスグループの医療事業はオリンパス本体を中心に、オリンパスメディカルサイエンス販売株式会社や日本国内各地の製造子会社によって行われており、地域別にみた売上は北米が約37%、ヨーロッパが約25%で、日本は約19%である。
オリンパスが世界で初めて開発した実用的な胃カメラ 「ガストロカメラ」は、小型カメラとフラッシュを硬管によって胃に到達させて撮影する仕組みであり、その試作機は1950年（昭和25年）に開発され、その2年後の1952年（昭和27年）に「GT-I」という商品名で発売された。その胃カメラは、撮影方向の確認もできないシンプルなものであったが、開腹手術を行うことなく胃内部の様子を視認できることから、胃癌や胃潰瘍の発見に威力を発揮した。
胃カメラはその後、ファイバースコープを使った内視鏡へと進化し、オリンパスは現在、内視鏡市場で75％のシェアを持つトップメーカーとなっている。また、1966年（昭和41年）には生検用ファイバースコープ、1982年（昭和57年）には超音波内視鏡システム、さらに2005年（平成17年）にはカプセル内視鏡（小腸用）の市販化にそれぞれ成功している。
オリンパスの医療事業グループはこれまでに複数の欧米の医療機器メーカーを買収して子会社化しており、2011年（平成23年）にオリンパス本体の社長に就任したマイケル・ウッドフォードは、イギリスの医療子会社キーメッド（KeyMed）の出身である。また、2008年（平成20年）に子会社化したイギリスの医療メーカー、ジャイラス（Gyrus）の買収に際しては、詳細不明の投資アドバイザーに対してオリンパスから支払われたコンサルタント料が異常に高額であったものの株主らステークホルダーに対して何ら説明がされていないことが後に明らかになり、企業統治の不健全さ及び有価証券報告書の虚偽記載の観点から大規模な経営スキャンダルに発展した（→ オリンパス事件）
2012年2月21日、インドの現地法人である、オリンパスメディカルシステムズインディアの社長が、自宅近くの公園で首を吊って死んでいるのが発見された。自殺と見られ遺書に「ご迷惑をお掛けして申し訳ない」と書かれていた。